# Sidney Sonnino
Baron Sidney Sonnino, född 11 mars 1847 i Pisa, död 24 november 1922 i Rom, var en italiensk politiker. Sonnino var konseljpresident från 8 februari till 29 maj 1906 samt från 11 december 1909 till 31 mars 1910.

## Biografi
Sonnino tillhörde på fädernet en judisk köpmansläkt från Livorno; hans far baron Isak Saul Sonnino förvärvade som bankir och hög tulltjänsteman i Egypten under pascha Muhammed Alis tid stora rikedomar och övergick vid sitt giftermål med en engelsk dam, Georgiana Terry, till protestantismen och fick baronvärdighet av storhertigen av Toscana. 
Sonnino avlade redan 1868 juris doktorsgrad vid universitetet i Pisa, blev därefter diplomat, men ägnade sig efter några års attachétjänst (i Madrid, Wien, Berlin och Versailles) från 1873 åt nationalekonomiska och socialpolitiska studier samt utgav 1877, jämte Leopoldo Franchetti, La Sicilia, ett för kännedomen om Siciliens jordbruk och bondefråga banbrytande arbete. 1878 uppsatte han, även i samverkan med Franchetti, den ekonomiska veckotidskriften Rassegna settimanale. Till dess medarbetare och Sonninos vänkrets hörde bland andra Giosuè Carducci, historikern Pasquale Villari och politikern Antonio Salandra. 
1880 valdes Sonnino till deputerad och förordade i kammaren en frikonservativ reformpolitik, särskilt på det sociala området. Hans skarpa kritik av finansministern Maglianis finanspolitik bidrog till dennes fall i december 1888, varefter Sonnino en kortare tid 1889 var understatssekreterare för skatteärenden i Crispis ministär.
Sonnino blev i december 1893 finans- och skattkammarminister i Crispis andra ministär och lyckades genom sparsamhet och klok skattepolitik bringa ordning i de tilltrasslade statsfinanserna samt genomförde en grundlig banklagsreform. Han lämnade finansportföljen i april 1894 och avgick från skattkammarministersämbetet vid Crispis fall efter nederlaget mot etiopiska frihetsstyrkor vid Adwa (1896) och ledde sedan en oppositionell centergrupp, som särskilt bekämpade Luigi Luzzattis äventyrliga finanspolitik och stödde ministären Pelloux 1898-1900 under dess kamp för införande av en mot omstörtningsplaner riktad "lag om allmän säkerhet". 
Från februari till maj 1906 var Sonnino konseljpresident i spetsen för en koalitionsministär (med bland andra Salandra, Luzzatti, Boselli och Sacchi som medlemmar), vilken existerade endast på Giolittis nåd och föll på frågan om inköp av de syditalienska järnvägarna. Även Sonninos andra ministär var kortlivad (december 1909-mars 1910); den innehöll representanter från alla moderata grupper från den moderata högern till den demokratiska vänstern och avgick, när Giolittigruppens opposition omöjliggjorde genomförandet av regeringens förslag om statssubvention åt de stora rederierna. 
Sonnino, som 1901 uppsatte tidningen "Giornale d'Italia", alltsedan dess språkrör för hans idéer, hade inom utrikespolitiken mot radikalernas franskbeundran alltid förordat ett gott förhållande såväl till centralmakterna Tyskland och Österrike-Ungern som till England. När Sonnino efter Antonino Paternò-Castello di San Giulianos död inträdde som utrikesminister i den rekonstruerade ministären Salandra (november 1914), torde han redan ha varit vunnen för Italiens anslutning till trippelententen, och han har alltsedan dess varit den verklige ledaren av Italiens politik, såväl vid dess krigsförklaring mot Österrike-Ungern (maj 1915) som efter Salandras fall och ersättande med Boselli (juni 1916), i vars ministär Sonnino behållit utrikesportföljen.